# Српска митологија: У веровању, обичајима и ритуалу
Српска митологија : у веровању, обичајима и ритуалу  је књига из области етнологије, аутора Сретена Петровића, први пут објављена 2004. године у издању Народне књиге - Алфа. Ново, проширено издање, 1. Деретино издање објављено је 2014. године.

## О аутору
Сретен Петровић рођен 1940. године у Сврљигу, је био српски филозоф, културолог и научник. Студирао је филозофију на Филозофском факултету у Београду, где је и радио од 1969, а од 1982. добио звање редовног професора. Године 1971. је добио докторску титулу за тезу о Шелинговој естетици, митологији и филозофији. Предавао је на Љубљанском универзитету (1975—1980), на Филозофском факултету у Нишу (1971—1981), на Филозофском факултету у Београду (1982—2002), на Факултету драмских уметности у Београду (1985—2002). Петровић је био члан је AICA (Association internationale des critiques d’art), главни и одговорни уредник часописа Етно-културолошки зборник, члан редакције Речника појмова из ликовне уметности при САНУ. Добитник је више награда и признања. Аутор је значајних дела из области естетике, филозофије, социологије и психологије уметности. Сретен Петровић је преминуо 2022. године у Београду.

## О књизи
Српска митологија : у веровању, обичајима и ритуалу је једна од најобимнијих студија српске и словенске митологије у којој су изложени резултати дугогодишњег истраживања професора Сретена Петровића на овом пољу.
Књига је намењена за све оне који желе да се упознају са основама етнокултуролошких студија митолошког система Старих Слована, посебно Срба, али и народа из блиског окружења, али и онима који се професионално баве овом темом, а којима ће оно бити незаобилазна референца у истраживањима.
Петровић у књизи сетематизује улогу Словена у широком контексту целокупне цивилизације, али и износи њихову карактерологију која доприноси идеји конституисања компактнијег система словенске митологије и њеног односа према другим митологијама, разматра и опште принципе религиозности од анимологије и демонологије па све до систематског заснивања митолошког система, као и српско-словенски мит у обичајној пракси.
Књигу чине четири дела; у прва три поглавља првог дела изложене су основне чињенице о пореклу Словена, њиховој митологији, обичајима и фолклору, на основу постојећих историјских извора. У другом делу - у теоријско-хипотетичком делу ове књиге аутор расправља о миту, митологији, религији, магији и обичајима, жртвеном обреду итд. У трећем и четвртом делу аутор излаже темеље српске митологије, анимологије и демонологије, образлаже своју тезу о Јастребачком пантеону, јединственом тумачењу у нашој модерној етнологији. Врло исцрпно разматра митологију и магију у ритуалу и обичајној пракси и светковинама везаним за годишње обичајне циклусе, хришћанским празницима као замени за древне светковине, аграрној магији, слави и заветини, култним и демонским местима у српској религији.
Књига је обогаћена бројним илустрацијама и мапама.
Српска митологија : у веровању, обичајима и ритуалу на скоро 900 страна, великог формата, у луксузној опреми, пружа одговоре на најразличитија питања из словенске и српске митологије.